# Olga Rózanova
Olga Vladímirovna Rózanova (rus: О́льга Влади́мировна Ро́занова; Mélenki, Imperi Rus; 1886 - Moscou, RSFSR; 7 de novembre de 1918) fou una pintora avantguardista, suprematista, neoprimitivista i cubofuturista russa.

## Biografia
Olga Rózanova va néixer a Mélenki, una petita ciutat propera a Vladímir. El seu pare, Vladimir Rózanov, era un oficial de policia (ispràvnik) del districte i la seva mare, Ielizaveta Rózanova (de soltera Orlova), era filla d'un sacerdot ortodox. Era el cinquè fill de la família; tenia dues germanes, Anna i Alevtina, i dos germans, Anatoli i Vladímir.
Es va graduar al gymnasium femení de Vladimir el 1904 i es va traslladar a Moscou. Després d'arribar a Moscou, va assistir a l'Escola d'Art Bolxakov, on va treballar amb Nikolai Uliànov i l'escultor Andrei Matvéiev. L'agost de 1907, Rózanova va intentar entrar a l'Escola d'Art Aplicat Stróganov el 1907, però no va ser admesa. Després d'això, es va formar a l'estudi privat de Konstantín Iuon. A finals dels anys 1900, els futurs artistes d'avantguarda Liubov Popova, amb qui Rózanova es va fer amiga ja el 1907, Nadejda Udaltsova, Aleksei Krutxónikh i Serge Charchoune, a més de Varvara Stepànova entre 1914-1915, van estudiar dibuix i pintura al taller de Iuon.
Es va unir a Soiuz Molodioji (Unió de la Joventut) el 1911. Dues de les seves teles, Natura morta i El cafè van debutar a la segona exposició Soiuz Molodioji de Sant Petersburg a l'abril de 1911. Es va traslladar a Sant Petersburg el 1912 i va estudiar breument a l'escola d'art de Ielizabeta Zvàntseva, que va albergar molts artistes russos de l'art nouveau. Va exposar dues obres, Retrat i Natura morta a la següent exposició de Soiuz Molodioji, el gener de 1912. Aquesta exposició va ser la primera aparició de "Cua de ruc", rus: Ослиный хвост romanitzat Oslini khvost, un grup artístic de Moscou dirigit per Mikhaïl Lariónov. Rózanova després va viatjar a Moscou per intentar establir projectes conjunts entre els dos grups; aquestes negociacions van resultar infructuoses. Soiuz Molodioji es va dissoldre el 1914.
De tots els cubofuturistes russos, l'obra de Rózanova és la que manté més de prop els ideals del futurisme italià. Durant la visita de Filippo Tommaso Marinetti a Rússia el 1914, aquest va quedar molt impressionat amb la seva obra. Rózanova després va exposar quatre obres a la Primera Exposició Internacional Futurista Lliure a Roma, que va tenir lloc del 13 d'abril al 25 de maig de 1914. Altres artistes russos destacats a l'exposició foren Alexander Archipenko, Nikolai Kulbin i Aleksandra Ekster.
El 1912, Rózanova va conèixer els poetes futuristes Velimir Khlébnikov i Aleksei Krutxónikh. Amb aquest últim, va mantenir llaços més estrets, relacions íntimes: van conviure, però es van separar diverses vegades i no van viure gaire temps junts.
El 1916, Rózanova es va incorporar al grup avantguardista Supremus, encapçalat per Kazimir Malèvitx. En aquesta època, el seu estil es desenvolupava des del cubisme i el futurisme italià fins a l'abstracció pura, en què la composició es crea mitjançant el pes visual i la interconnexió dels colors. El mateix any, Rózanova junt amb altres artistes suprematistes (Kazimir Malèvitx, Aleksandra Ekster, Nina Guenke, Liubov Popova, Ksénia Boguslàvskaia, Nadejda Udaltsova, Ivan Kliun, Jean Pougny i altres) van treballar en els artels dels pobles de Verbovka i Skoptsi. Sota la influència de Krutxónikh, va escriure poesia zaum.
Del 1917 al 1918 va crear una sèrie de pintures no objectives que va anomenar tsvetopis. La seva Composició no objectiva (1918) coneguda també com a Franja verda, anticipa el pla d'imatge plana i el matís poètic del color d'alguns expressionistes abstractes.
Després de la revolució de 1917, Rózanova es va dedicar a la reorganització de l'art i va dirigir el departament artístic i industrial del Departament de Belles Arts del Comissariat Popular d'Educació.
El 7 de novembre de 1918, Olga Rózanova va morir de diftèria, després d'un refredat que va contreure mentre treballava en els preparatius del primer aniversari de la Revolució d'Octubre.Fou enterrada al monestir de Novodévitxi; la seva tomba s'ha perdut.

## Galeria

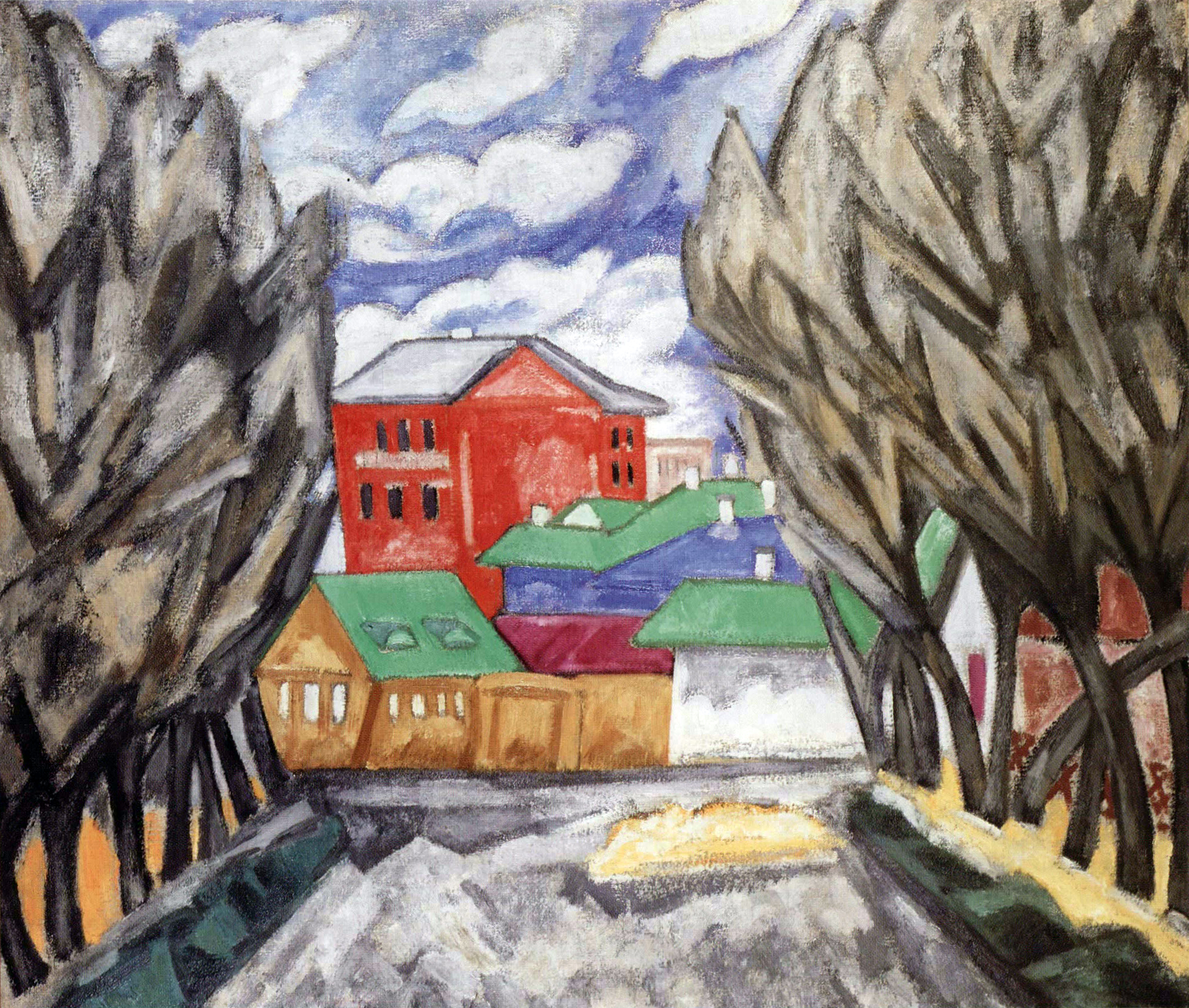
Casa vermella. 1910. Oli sobre tela, Museu Rus
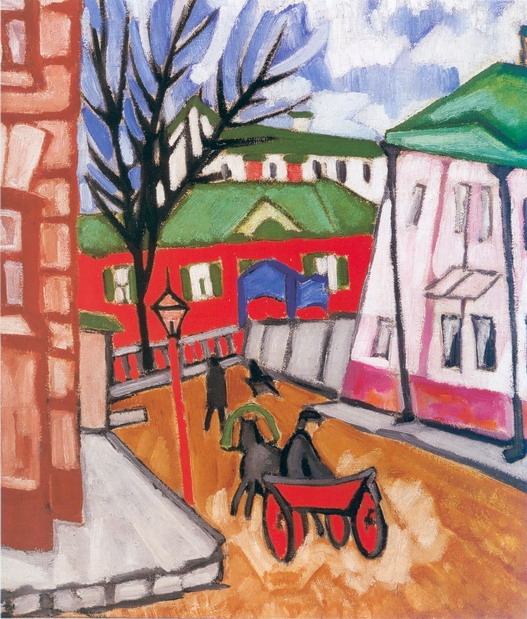
Paisatge de ciutat. 1910. Oli sobre tela, Museu Rus
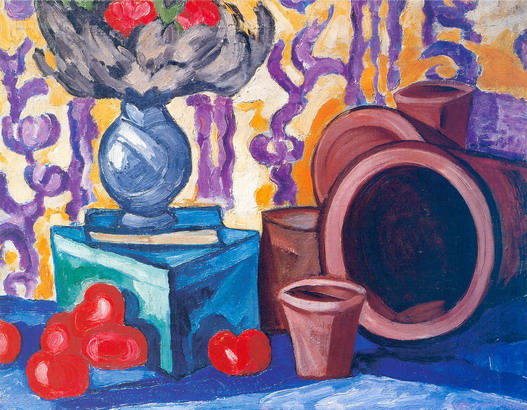
Natura morta amb tomàquets. 1910—1911. Oli sobre tela, Museu Rus
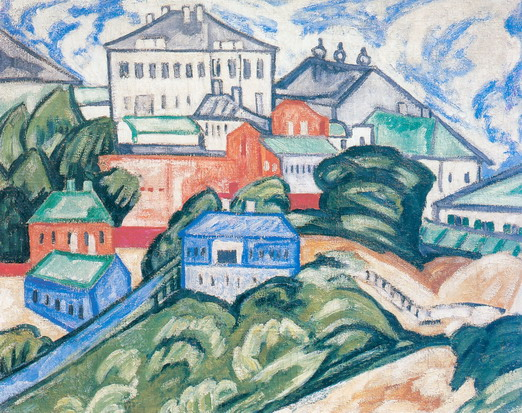
Paisatge de ciutat. Al voltant de 1912. Oli sobre tela, Museu Rus
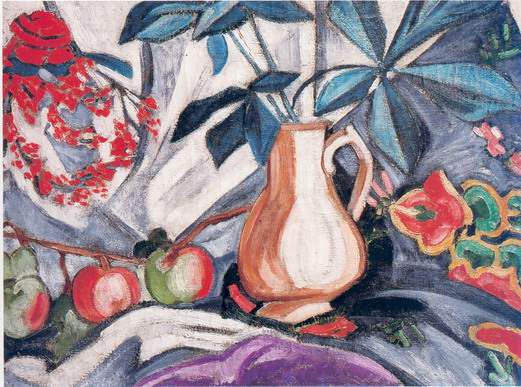
Natura morta amb gerra i pomes. 1911—1912.Oli sobre tela, Museu Rus
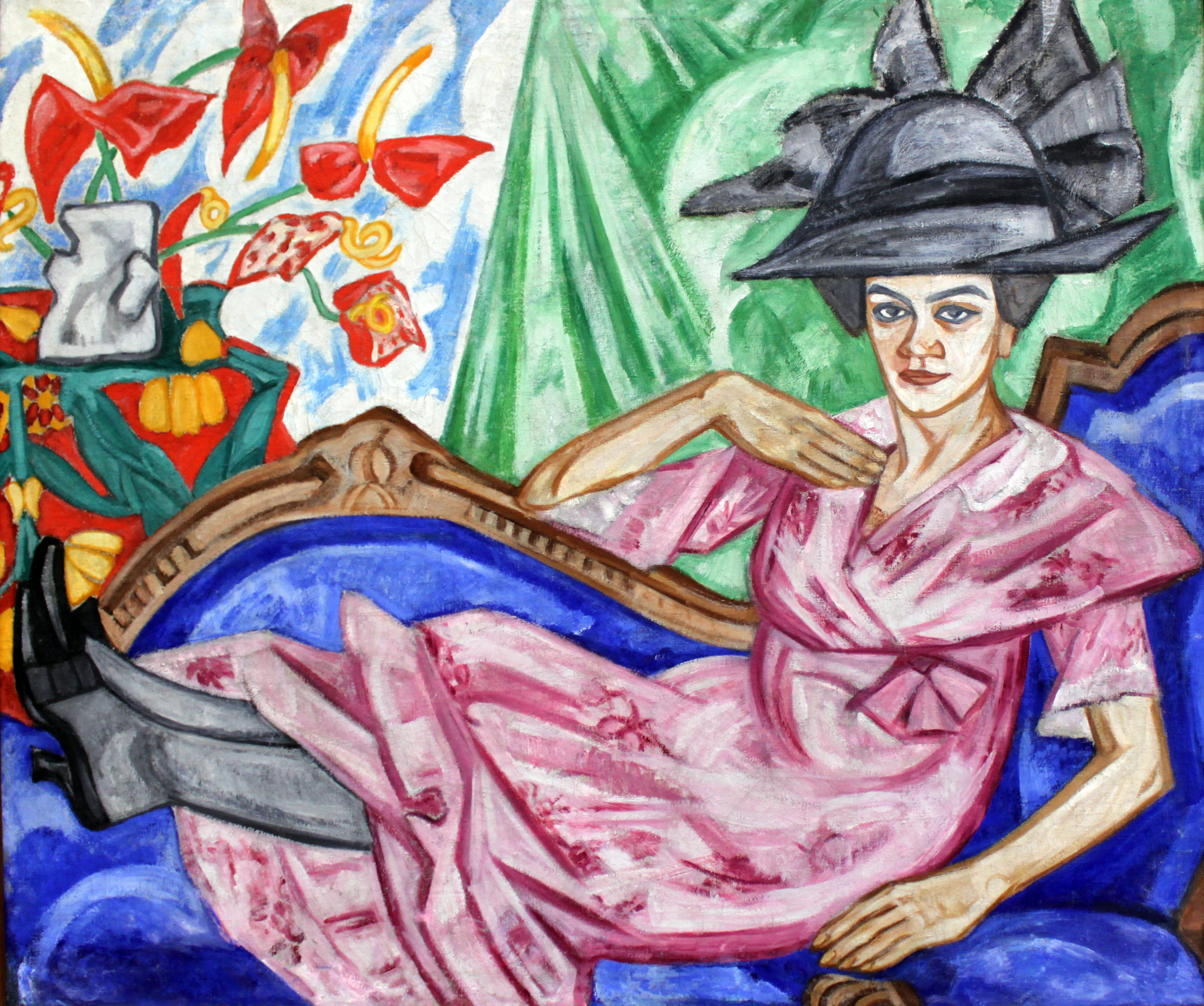
Retrat d'Anna Vladímirovna Rózanova. 1911—1912. Oli sobre tela. Museu de Belles Arts de Iekaterinburg
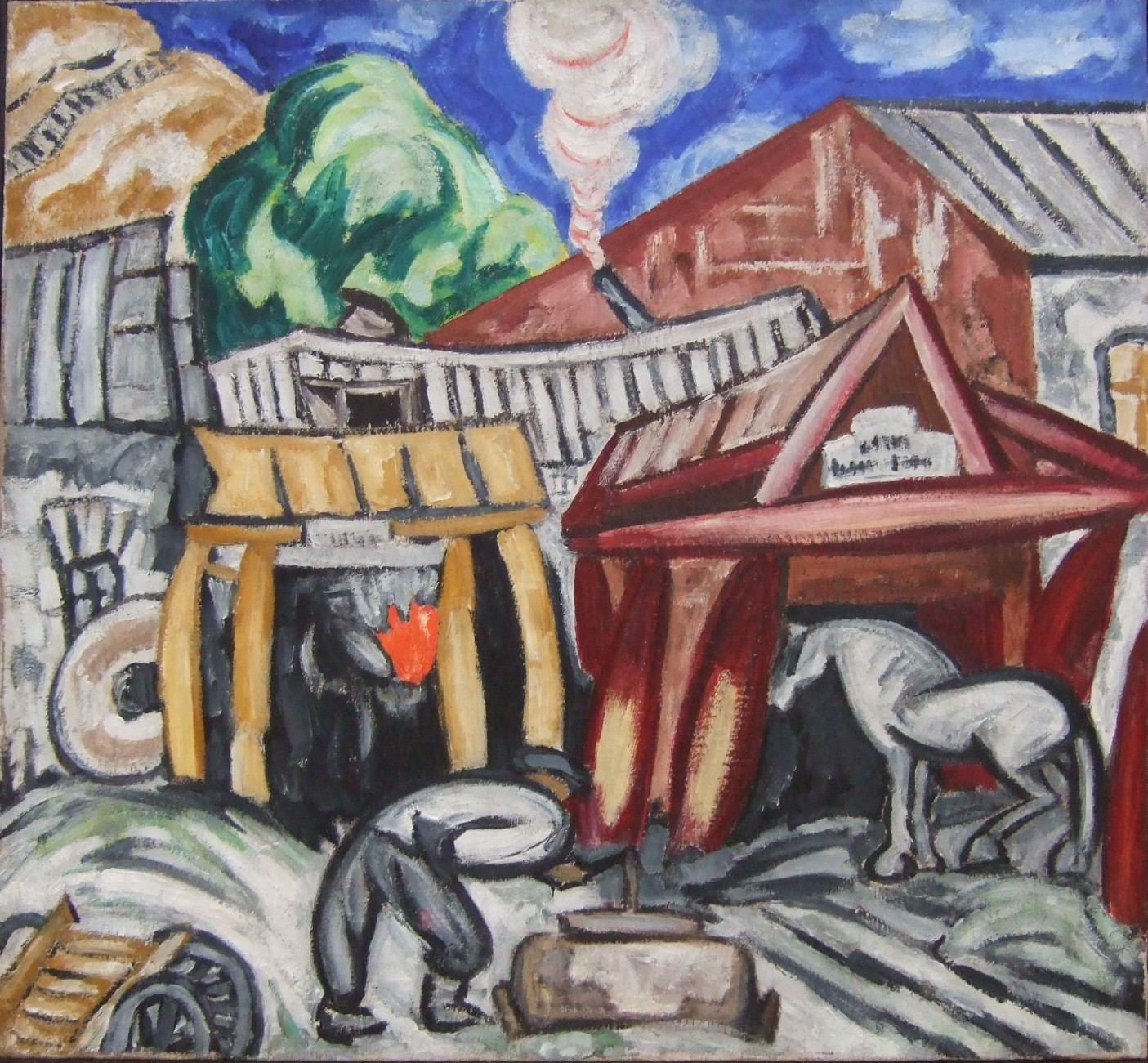
Farga. 1911—1912. Oli sobre tela, Museu Rus
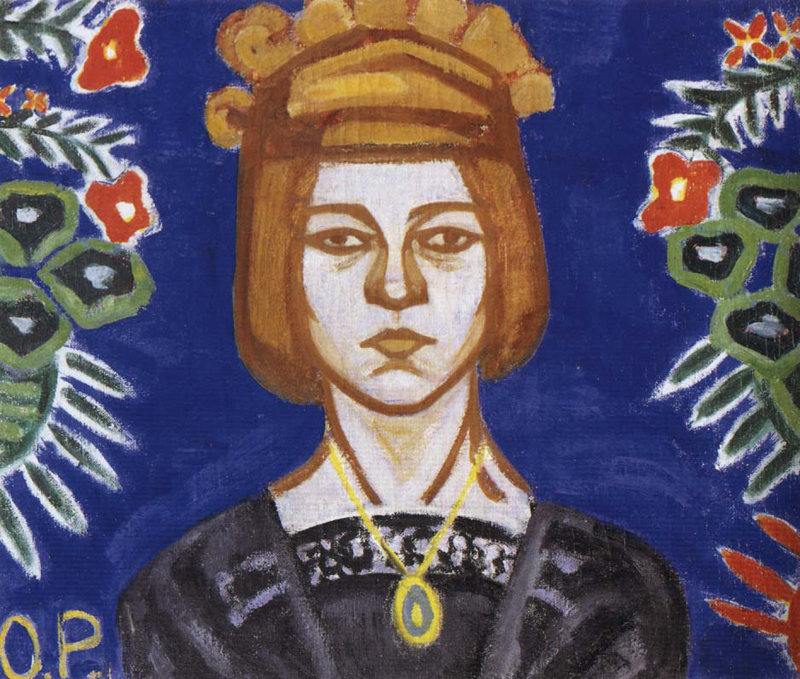
Autoretrat. 1912. Oli sobre tela. Museu Regional d'Art d'Ivànovo
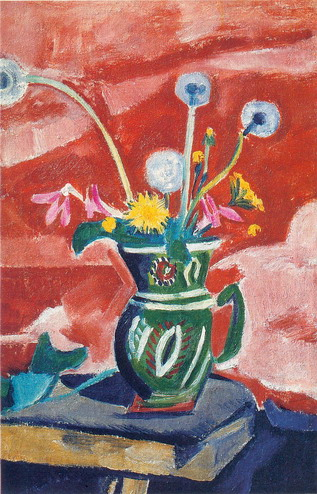
Gerro amb flors. 1912—1913. Oli sobre tela, Museu Rus
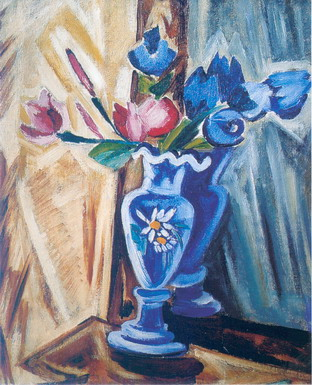
Gerro blau amb flors. 1912—1913. Oli sobre tela, Museu Rus
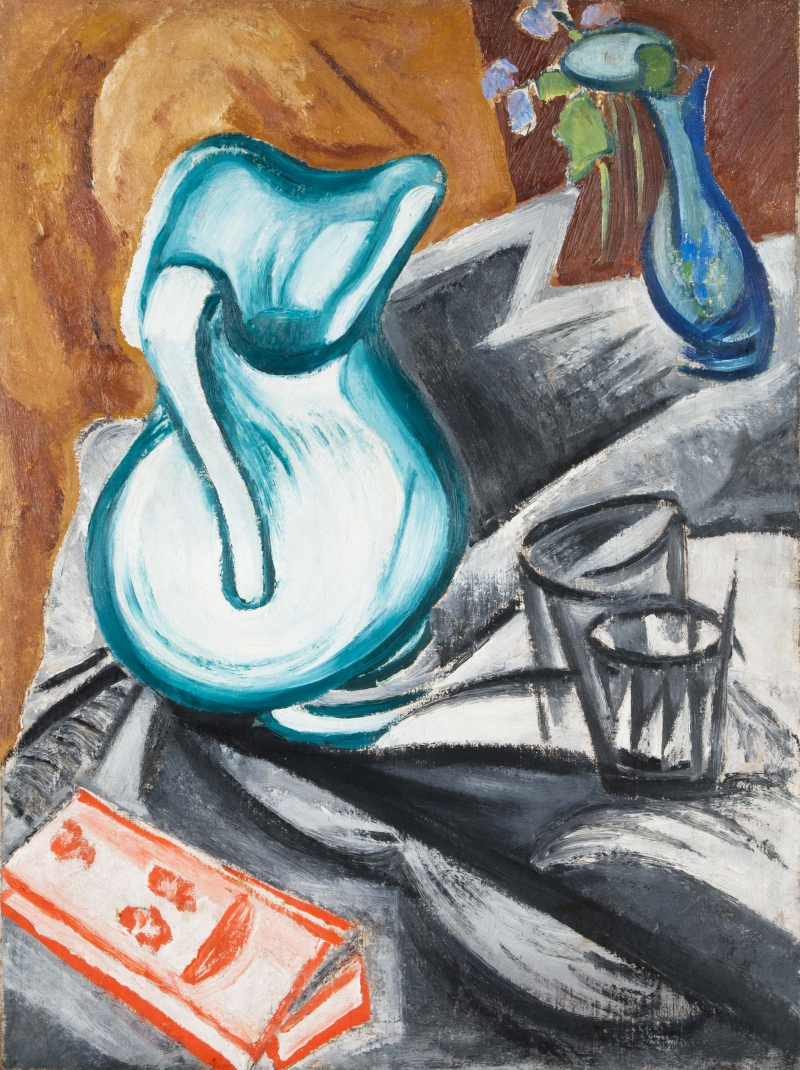
Natura morta amb una gerra verda. 1913. Oli sobre tela, Museu Rus
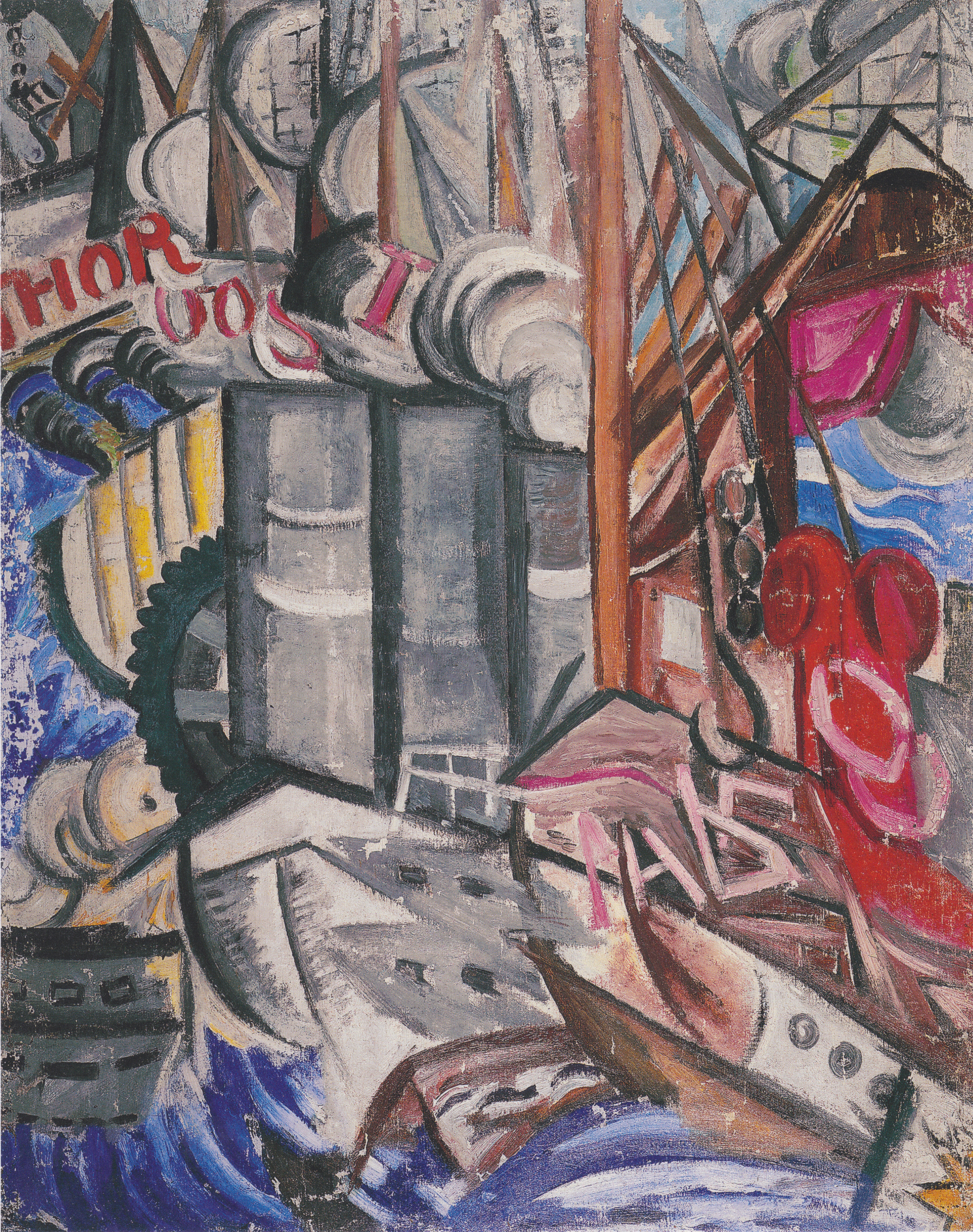
Port. 1913. Oli sobre tela. Museu Israel, Col·lecció Merzbakher, Jerusalem
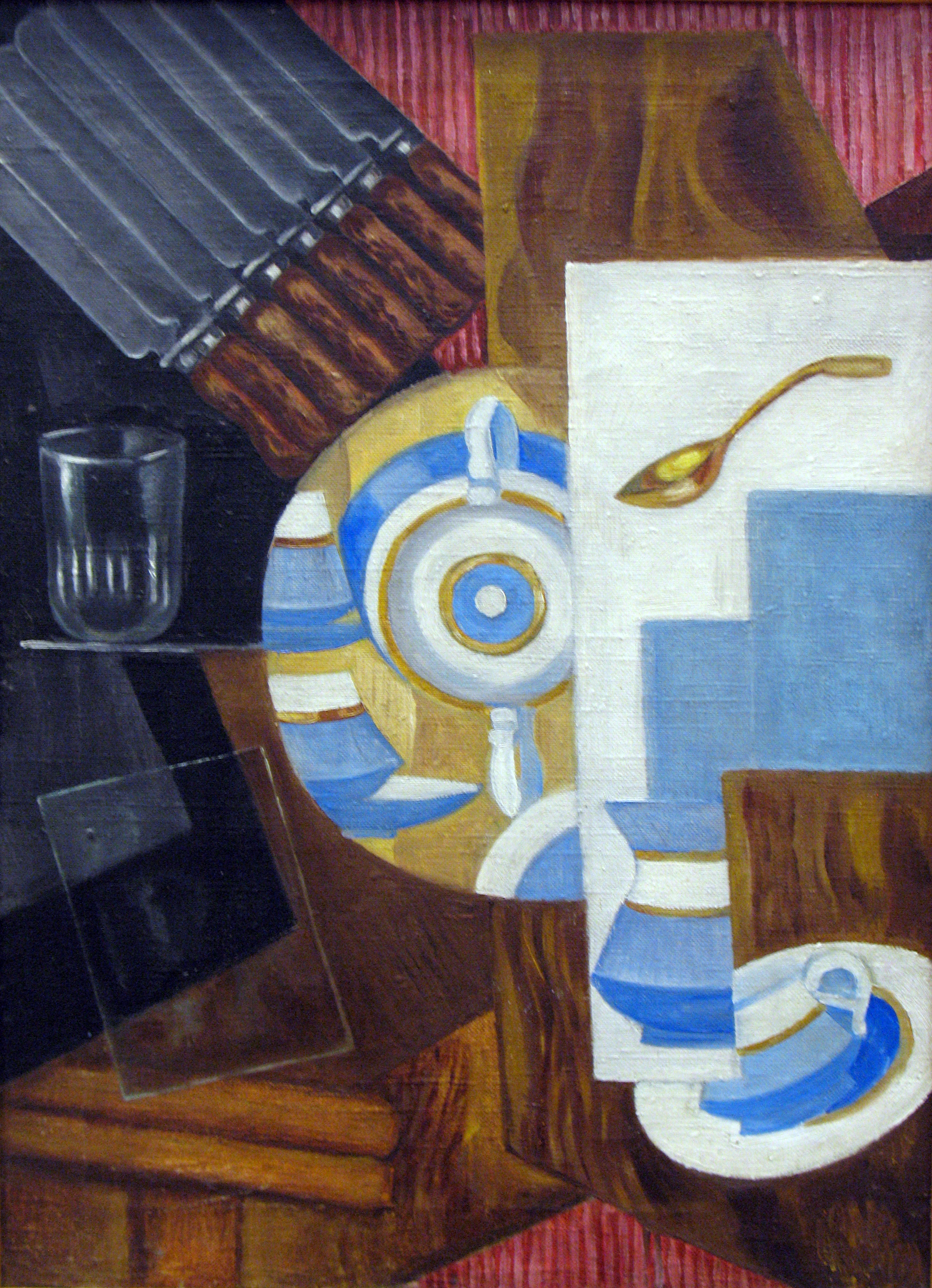
Armari amb plats (Bufet amb plats). 1915. Oli sobre tela. Galeria Tretiakov
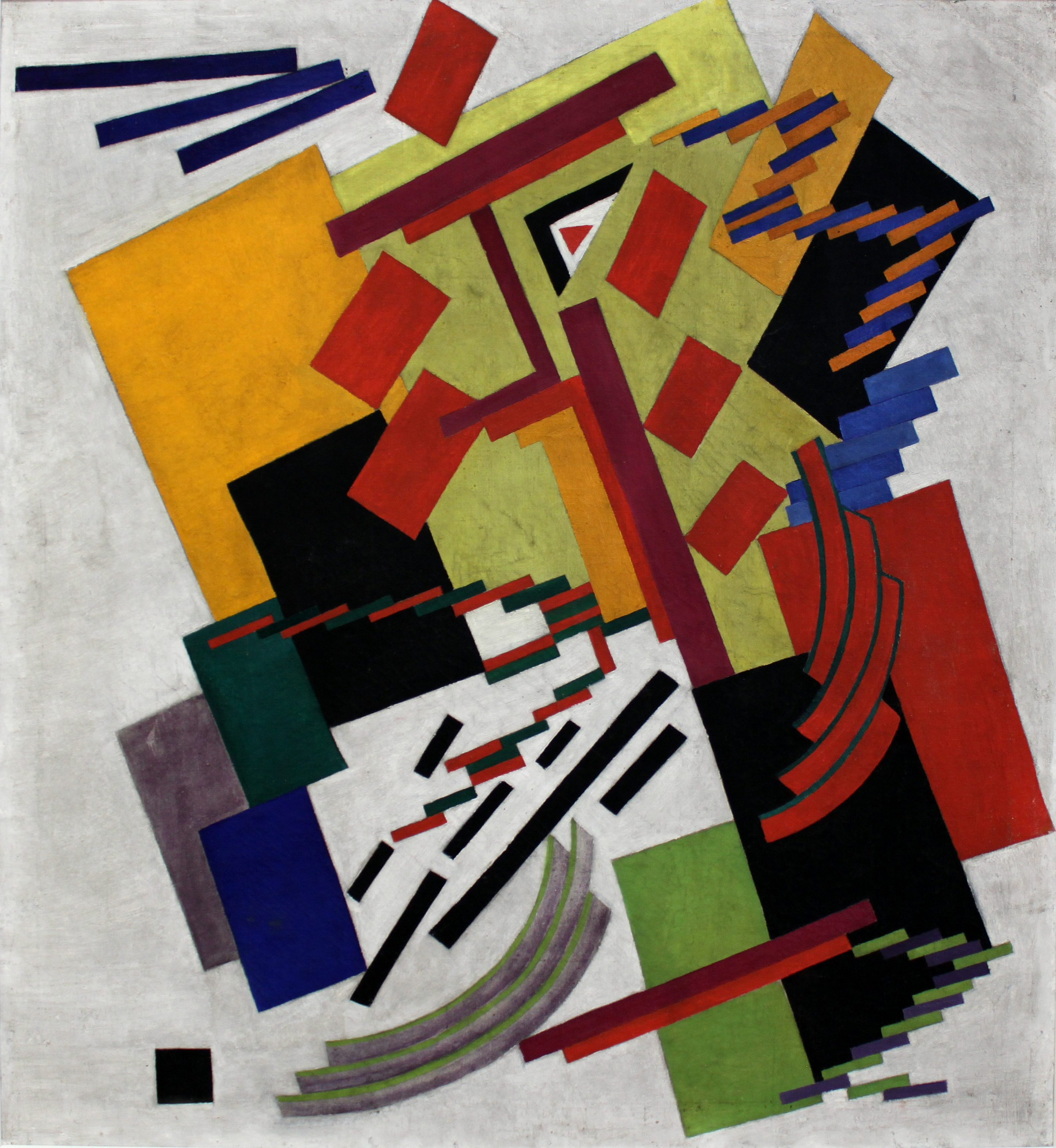
Suprematisme. 1916. Oli sobre tela. Museu de Belles Arts de Iekaterinburg
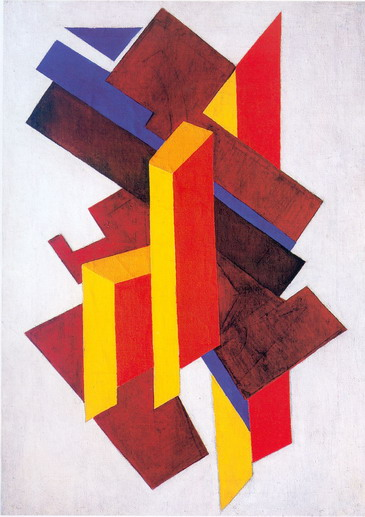
Suprematisme. 1916—1917. Oli sobre tela, Museu Rus
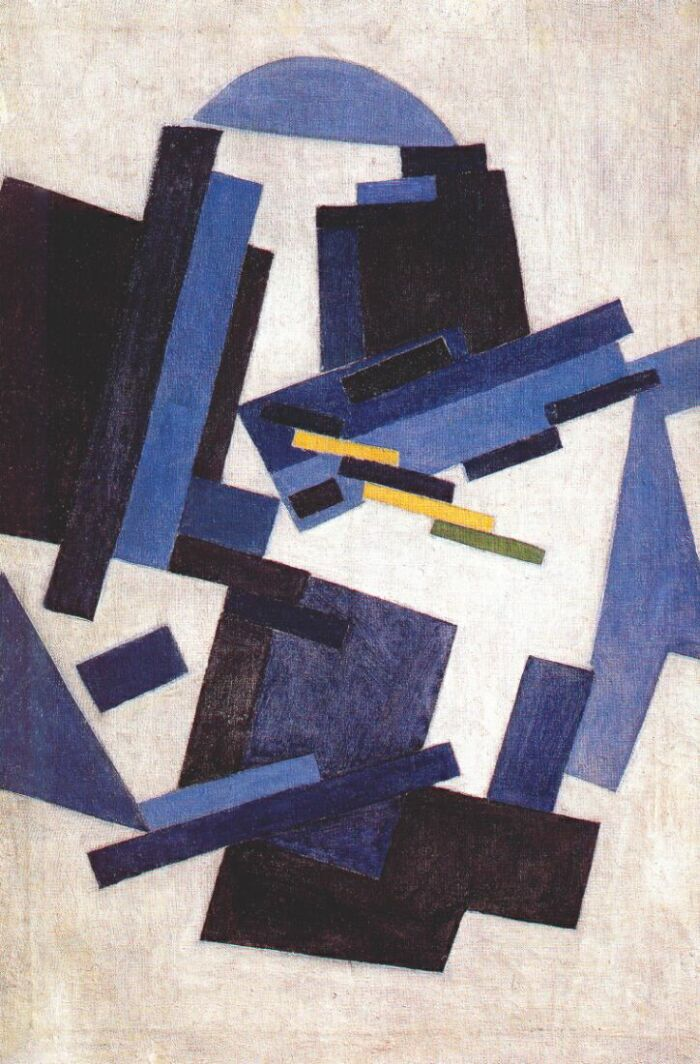
Suprematisme 1916—1917. Oli sobre tela, Museu Rus
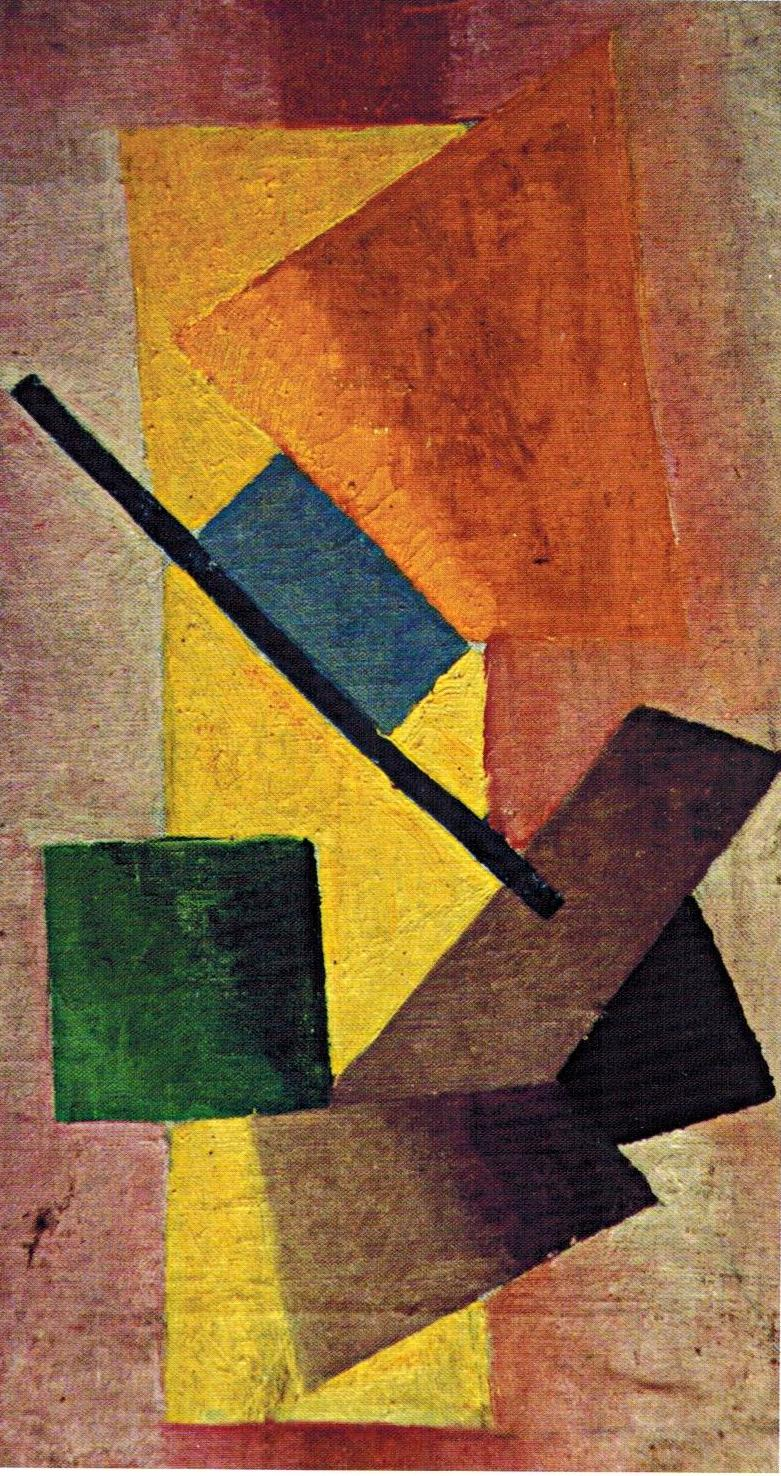
Composició no objectiva.. 1916—1917. Oli sobre tela. 40х22 см. Associació de museus, Totma
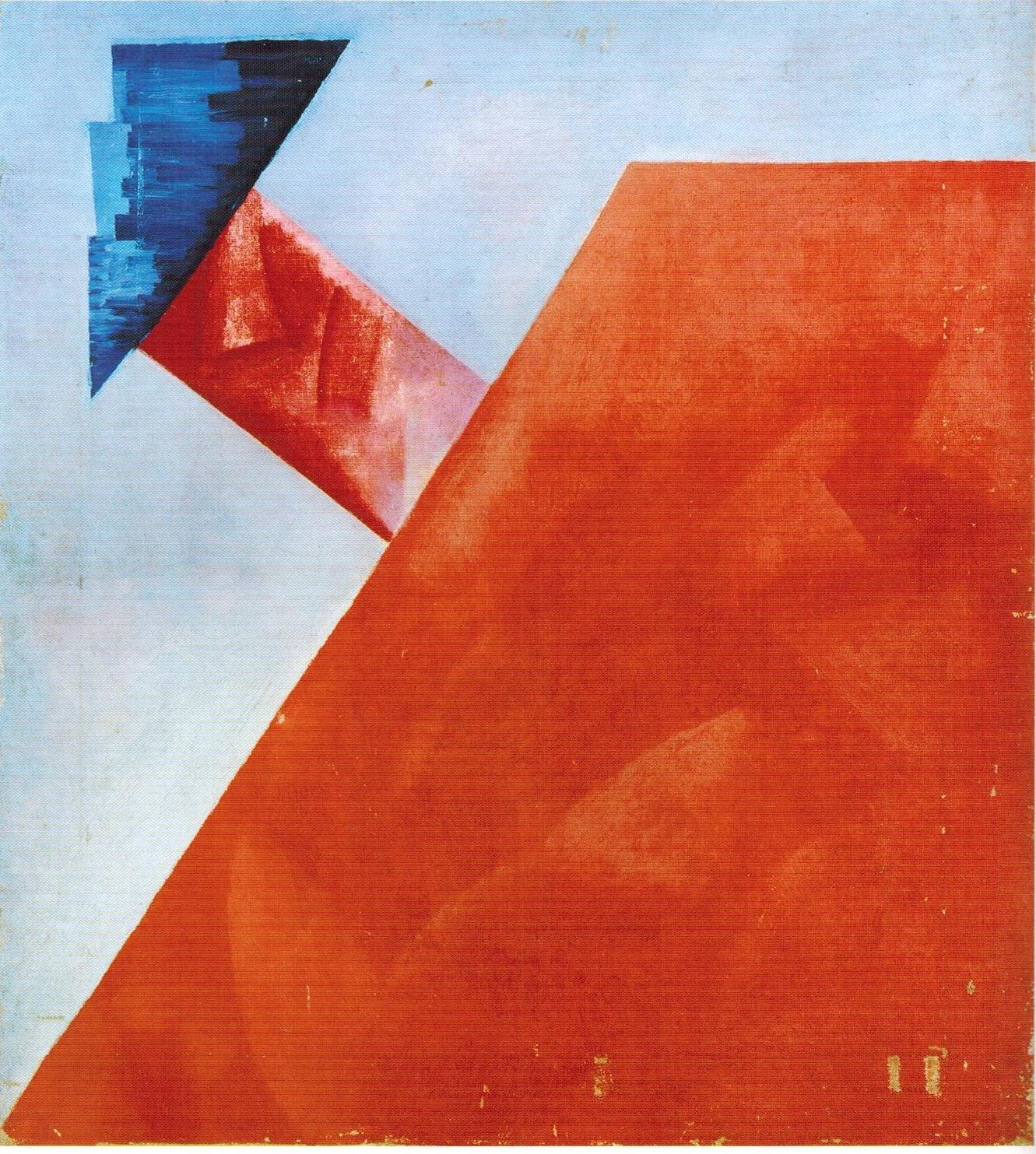
Composició no objectiva. Pintura en color. 1917. Oli sobre tela. 71х64 см. Museu d'Art Regional d'Uliànovsk
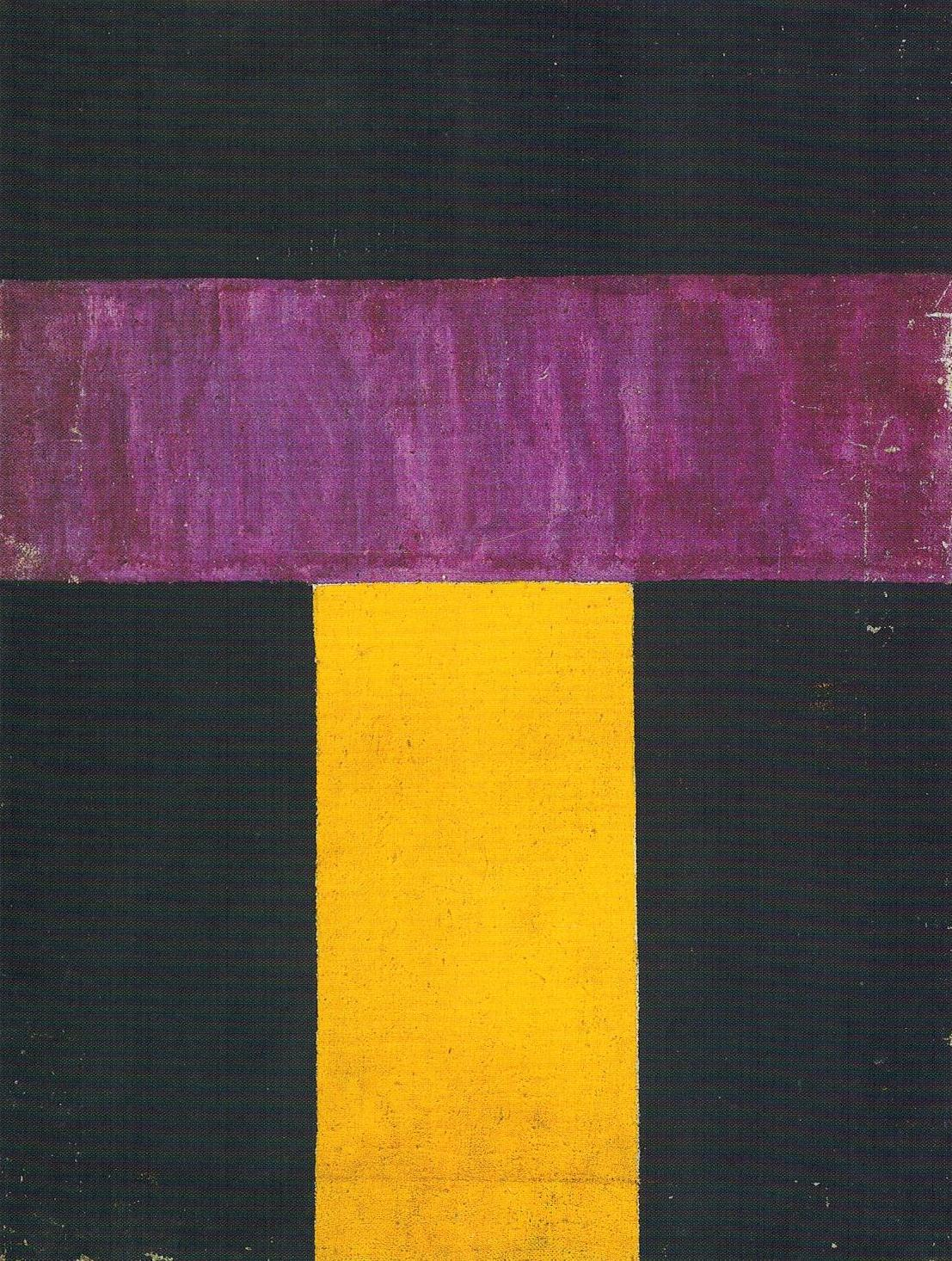
Composició no objectiva. Pintura en color. 1917. Tela, pintura a la cola. 58х44 см. Museu Rus
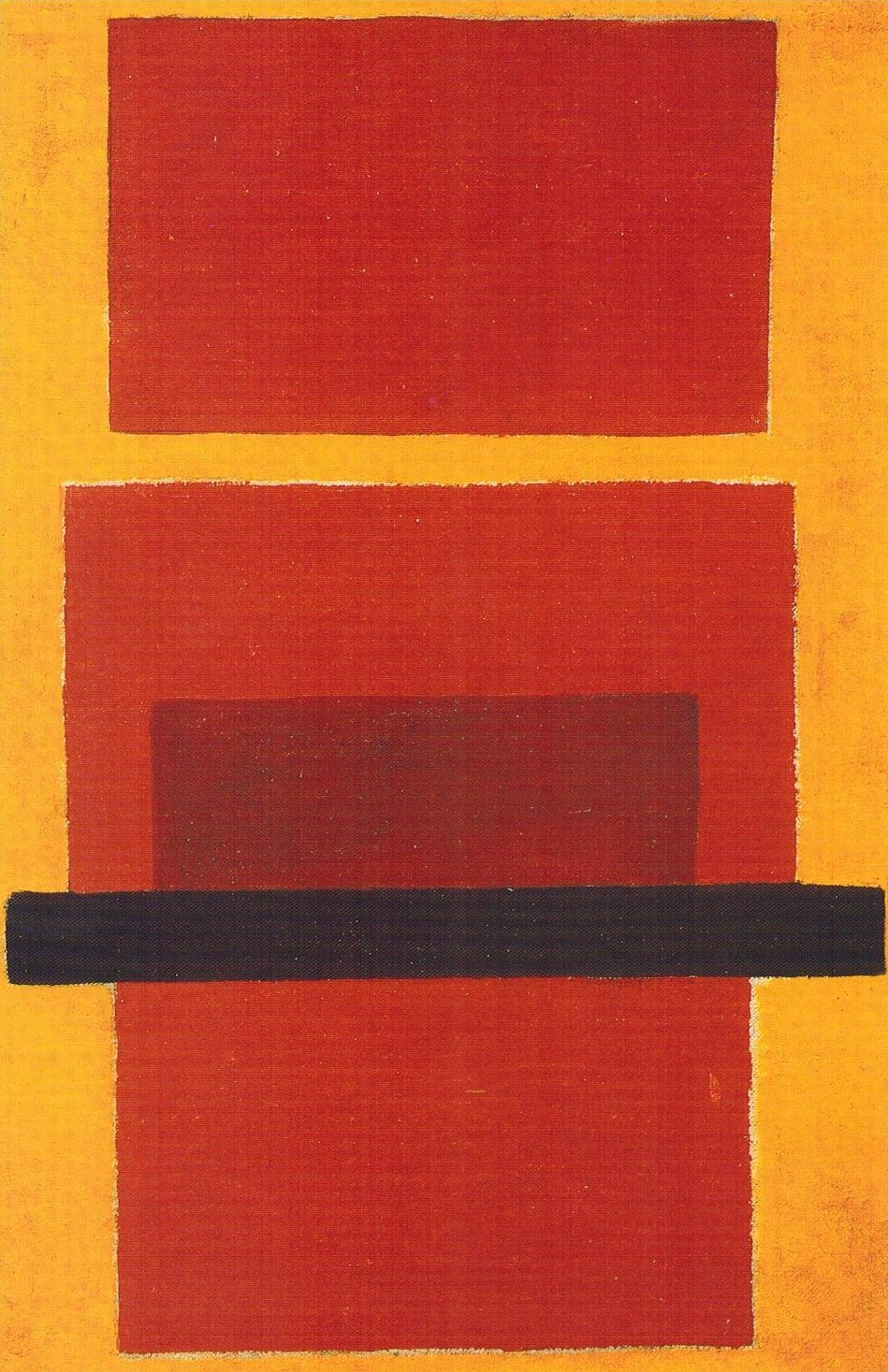
Composició no objectiva. 1917. Oli sobre tela. 62,5х40,5 см. Museu Rus
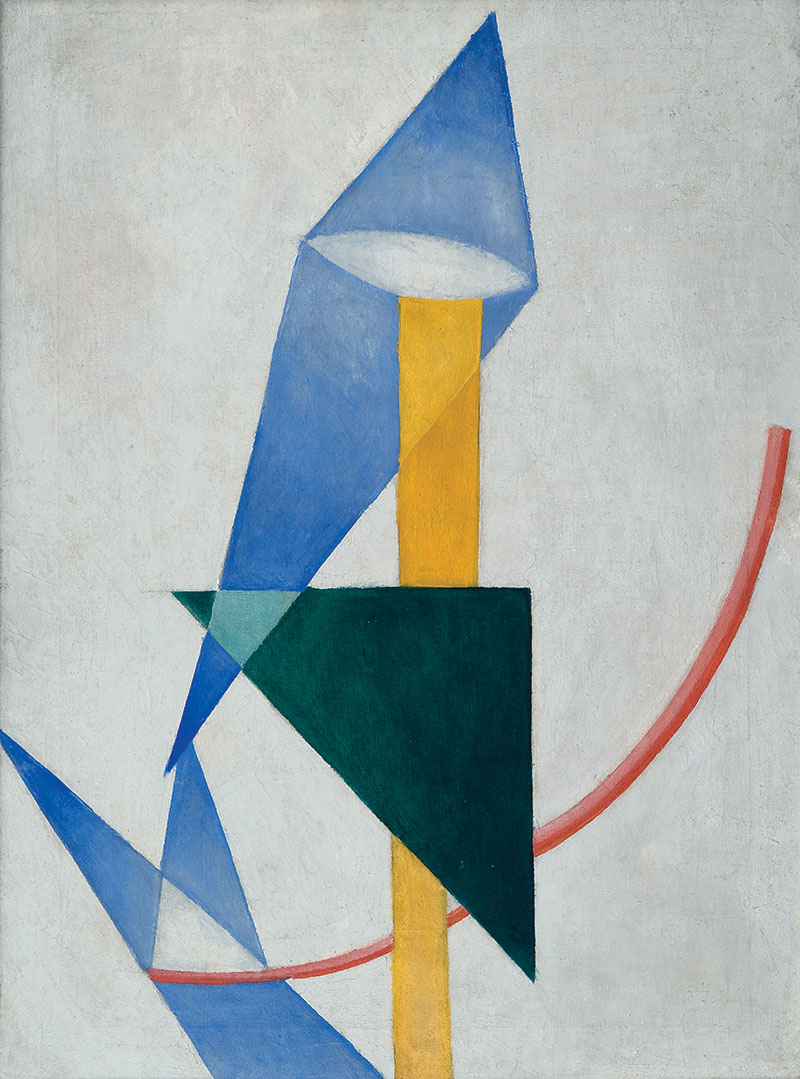
Composició no objectiva. 1917. Oli sobre tela. 84,5х62 см. Museu Nacional d'Art de l'Azerbaidjan
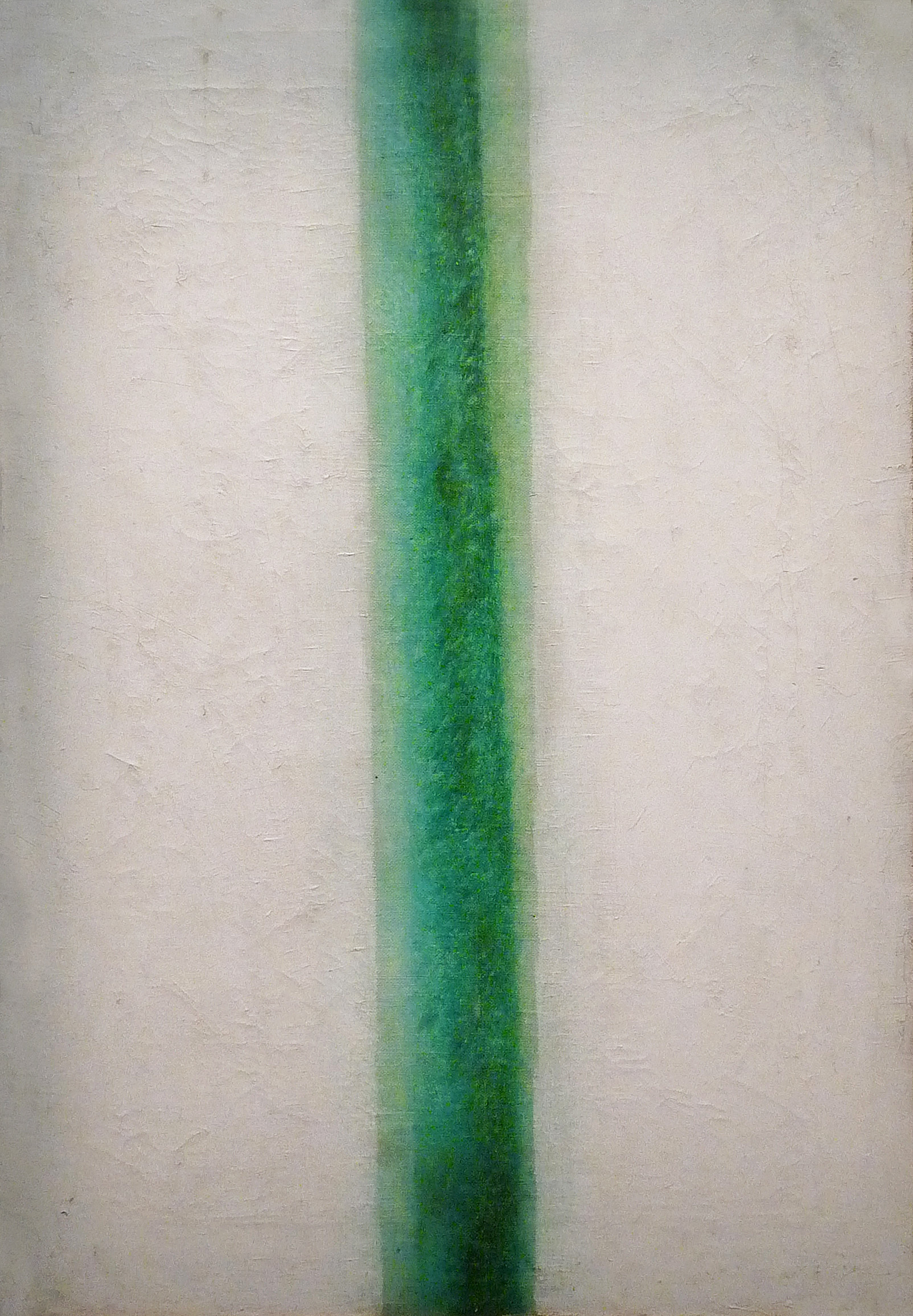
La Franja Verda. 1917. Oli sobre tela. Kremlin de Rostov
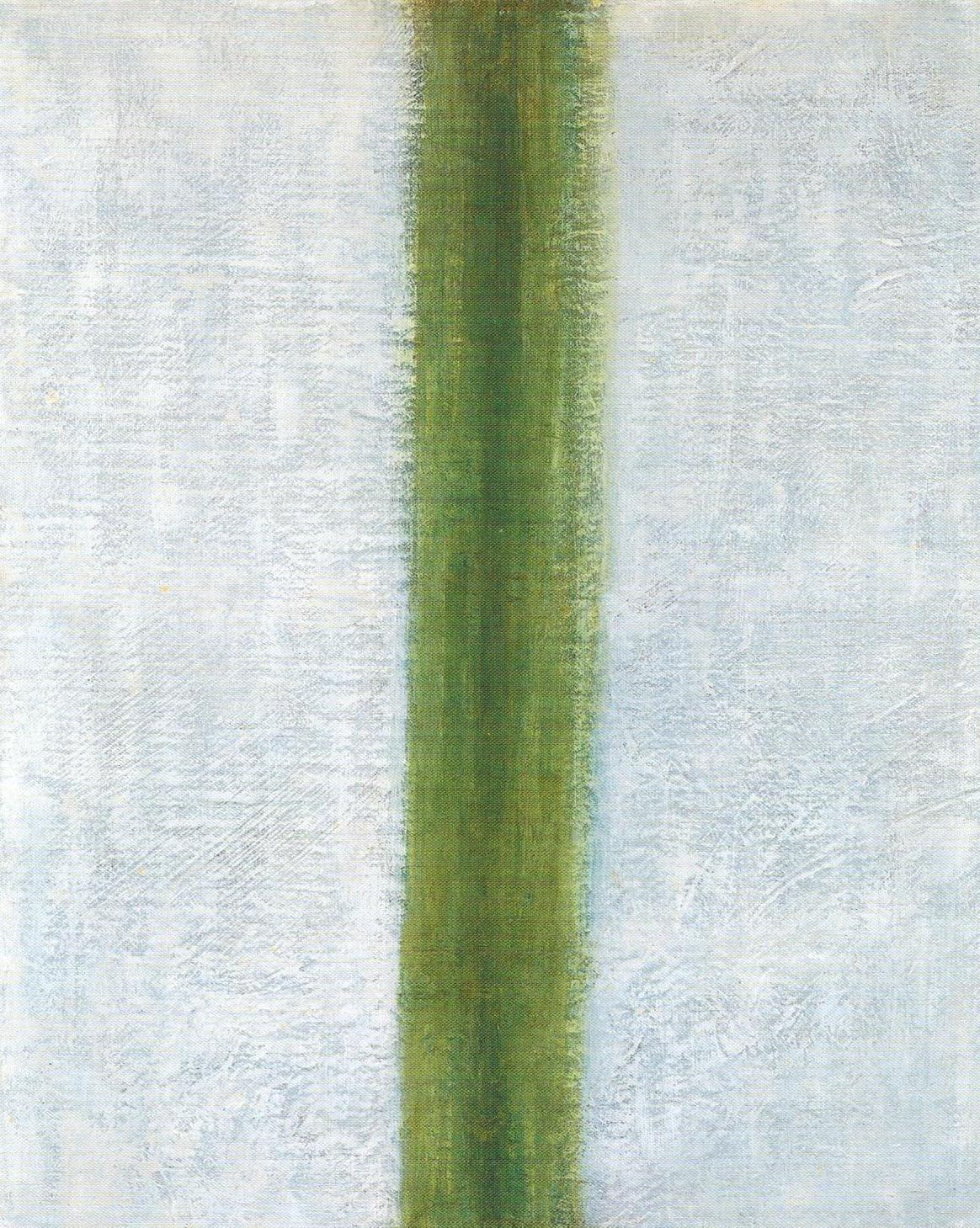
La Franja Verda. 1917. Oli sobre tela. Col·lecció privada, Suècia